# Flora Brovina
Flora Brovina, född den 30 september 1949 i Skënderaj i Jugoslavien, är en albansk kvinno- och människorättsaktivist.

## Biografi
Flora Brovina växte upp i Pristina och läste medicin. Efter slutförda studier vid universitetet i Zagreb i Kroatien återvände hon till Kosovo för att delta i uppbyggnadsarbetet av hälso- och sjukvården där. Hon var även anställd som journalist hos den kosovoalbanska tidningen Rilindja. Från och med 1989, då Kosovos självstyre och frihet avskaffades, blev hon verksam som humanitärarbetare. Hon grundade 1992 Kosovos albanska kvinnoförbund i syfte att främja kvinnors rättigheter i samhället. Hon organiserade även demonstrationer mot det serbiska förtrycket i Kosovo. På våren 1999 stannade hon kvar i det krigshärjade Kosovo för att bistå befolkningen med medicinsk hjälp. Hon tillfångatogs av serbisk militär och skickades som fånge till Serbien. Hon förhördes och anklagades för "terroristisk verksamhet" och dömdes till 12 års fängelse. Efter internationella påtryckningar frigavs hon i november 2000. Efter frigivningen har hon varit politiskt aktiv och valdes in som ledamot i Kosovos parlament. Hon har även publicerat lyrik.

## Priser och utmärkelser
- 1999 – Tucholskypriset